# Landeshauptmann
Landeshauptmann (al femminile Landeshauptfrau; al plurale Landeshauptfrauen, Landeshauptmänner o Landeshauptleute) è un termine austriaco con il quale viene indicato il presidente del governo di uno stato federato.

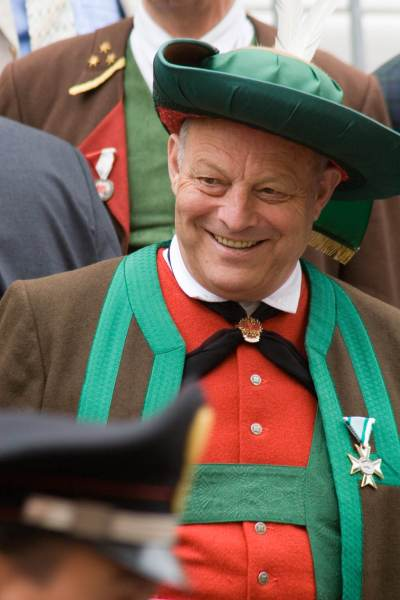
Luis Durnwalder, Landeshauptmann del Sudtirolo 1989-2014.

## Diffusione geografica
Oggi il termine è usato principalmente in Austria, attribuito ai governatori dei nove Länder, nella provincia autonoma di Bolzano, e nella regione a statuto speciale Trentino-Alto Adige/Südtirol, attribuito al presidente delle giunte. In riferimento ai governatori dei Bundesländer della Germania questa designazione non è più usata, in quanto sostituita da Ministerpräsident.

## Landeshauptmann dei Lander
- Landeshauptmann di Vienna
- Landeshauptmann dell'Alta Austria
- Landeshauptmann della Bassa Austria
- Landeshauptmann del Burgenland
- Landeshauptmann della Carinzia
- Landeshauptmann del Salisburghese
- Landeshauptmann della Stiria
- Landeshauptmann del Tirolo
- Landeshauptmann del Vorarlberg